# Aserbajdsjans U/18-fodboldlandshold
|  | En bruger mener at denne artikel bør overvejes slettet - af grunde der ikke dækkes ind af {Notabilitet}, {Reklame}, {Snævert emne}, {Tætpå} eller {Uencyklopædisk} (overvej evt. om en af disse skabeloner er mere dækkende). Klik her for at se sletningsforslaget. (Ved anvendelse af denne skabelon skal Wikipedia:Sletningsforslag opdateres) |

Aserbajdsjans U/18-fodboldlandshold er det nationale fodboldhold i Aserbajdsjan for spillere under 18 år, og landsholdet bliver administreret af Azərbaycan Futbol Federasiyaları Assosiasiyası.
| Fodbold | Spire Denne artikel om fodbold er en spire som bør udbygges. Du er velkommen til at hjælpe Wikipedia ved at udvide den. |